# Francisco Vicente Cervera
Francisco Vicente Cervera (Mora de Rubielos, c. 1690 - Valencia, 30 de mayo de 1749) fue un presbítero, organista y compositor español.

## Vida
Es poca la información que existe sobre este organista. Nacido en Mora de Rubielos hacia 1690, es probable que se formase musicalmente en la Colegiata de Mora de Rubielos y, quizás, en la Catedral de Tortosa como infante de la capilla de música.
Obtuvo por oposición el cargo de organista de la Catedral de Huesca.
Tras el fallecimiento de Juan Bautista Cabanilles en 1712, la organistía del Colegio del Corpus Christi de Valencia quedó vacante. En la oposición para ocupar el cargo, Vicente se enfrentó a Francisco Sarrió, el organista de la iglesia de San Martín de Valencia, y Melchor Martínez, el organista de Santa María de Castellón. Quedó ganador Vicente, por «ventaja en las manos y en el garbo de tañer», y obtuvo la plaza.
Ejerció brevemente de maestro de capilla interino del Colegio del Corpus Christi. Tras la partida del maestro Francisco Fernández y Llana en 1729 se nombró como maestro interino a Pedro Vidal Mas, que mantendría en cargo en esas condiciones por 13 años. Tras la dimisión por enfermedad de Vidal en 1743, se nombró a Alejos Gascó y luego brevemente a Vicente. Permaneció como maestro hasta el nombramiento de Salvador Noguer en 1744 como maestro interino.
Permaneció activo en el órgano del Corpus Christi hasta su fallecimiento en Valencia el 30 de mayo de 1749. Durante su estancia en Valencia fue maestro de Miguel Narro, que sería su sucesor en el cargo.

## Obra
Compuso numerosos salmos, y misas a 8 y 12 voces. Se conservan obras polifónicas en latín y romance en varias catedrales españolas y americanas. En la Catedral de Sucre se conserva un oratorio sobre la vida de Santa Rosa de Lima, La primera flor del Perú entre penetrantes espinas y la inocencia atribuladas.